# Delfien Brugman
Delfien Brugman (9 juli 1993) is een voormalig Belgisch volleybalster.

## Levensloop
Brugman begon op 7-jarige leeftijd met volleyballen bij G&V Kuurne. Vanaf het vierde middelbaar ging ze naar de Topsportschool Vilvoorde en hierop aansluitend ging ze aan de slag bij Volley De Haan. In 2012 maakte ze de overstap naar VDK Gent, waarmee ze in 2012-'13 landskampioen werd en in 2013-'14 de Supercup won. Later verdedigde ze de kleuren van Hermes Oostende en Richa Michelbeke. Daar zette ze op 23-jarige leeftijd een punt achter haar spelerscarrière.
Daarnaast behaalde ze in 2009 met het nationale beloftenteam goud op het Europees kampioenschap U18 en brons op het wereldkampioenschap U19.